# 谷清好
谷 清好（たに せいこう、生没年不詳）とは、江戸時代の大坂の浮世絵師、彫師。

## 略歴
大坂の人、安土町一丁目に住む。画系は不明、作画期は文政5年（1822年）頃から文政9年（1826年）頃にかけてで、一時江戸に滞在し大田南畝の知遇を得ている。また江戸の彫師朝倉宇八郎の門人であった。上方の色紙判摺物の殆どに彫師、摺師として関与し、狂歌本や書跡帖の編、刻もある。

## 作品
- 『狂歌百人一首』　※清好刻、文政2年（1819年）
- 『狂歌五十人一首』　※文政6年（1823年）
- 『南畝帖』　狂歌本　※長山孔寅画、清好編・刻・摺。文政7年
- 『弁某帖』　書跡本　※清好編・刻。文政9年（1826年）
- 『玄々瓷印譜』　※田辺憲撰、清好刻。天保2年（1831年）